# ميغيل أوترو سلفا
ميغيل أوترو سلفا (بالإسبانية: Miguel Otero Silva) كاتب وصحفي وهزلي وسياسي فنزويلي سابق. ويُعد شخصية مرموقة في الوسط الأدبي الفنزويلي، كما وتعتبر أعماله الصحافية والأدبية على صلة وثيقة بتاريخ الاجتماع السياسي في فنزويلا. وخلال حياته تكرر إبعاده أو نفيه عن بلاده، ولكن بعد إنشاء النظام الديمقراطي في فنزويلا علن 1958 م، أصبح ميغيل عضوا في مجلس الشيوخ الفنزويلي.

## النشأة
ولد ميغيل أوترو سلفا في برشلونة عاصمة ولاية أنزواتغي. وقد انتقل أوترو سلفا إلى كاراكاس في عمر صغير، وذلك للالتحاق بمدرسة ثانوية ليكمل تعليمه. وقد درس بعد ذلك في جامعة فنزويلا المركزية متخصصا بالهندسة المدنية. وفي هذا الحين، بدأ اهتمامه في النشاط الأدبي؛ إذ أصبح يكتب لمجلات وصحف متنوعة، وكذا في المنشورات التي تصدرها جامعته. وقد بدأ يدخل إلى عالم الصحافة من ذلك الوقت.

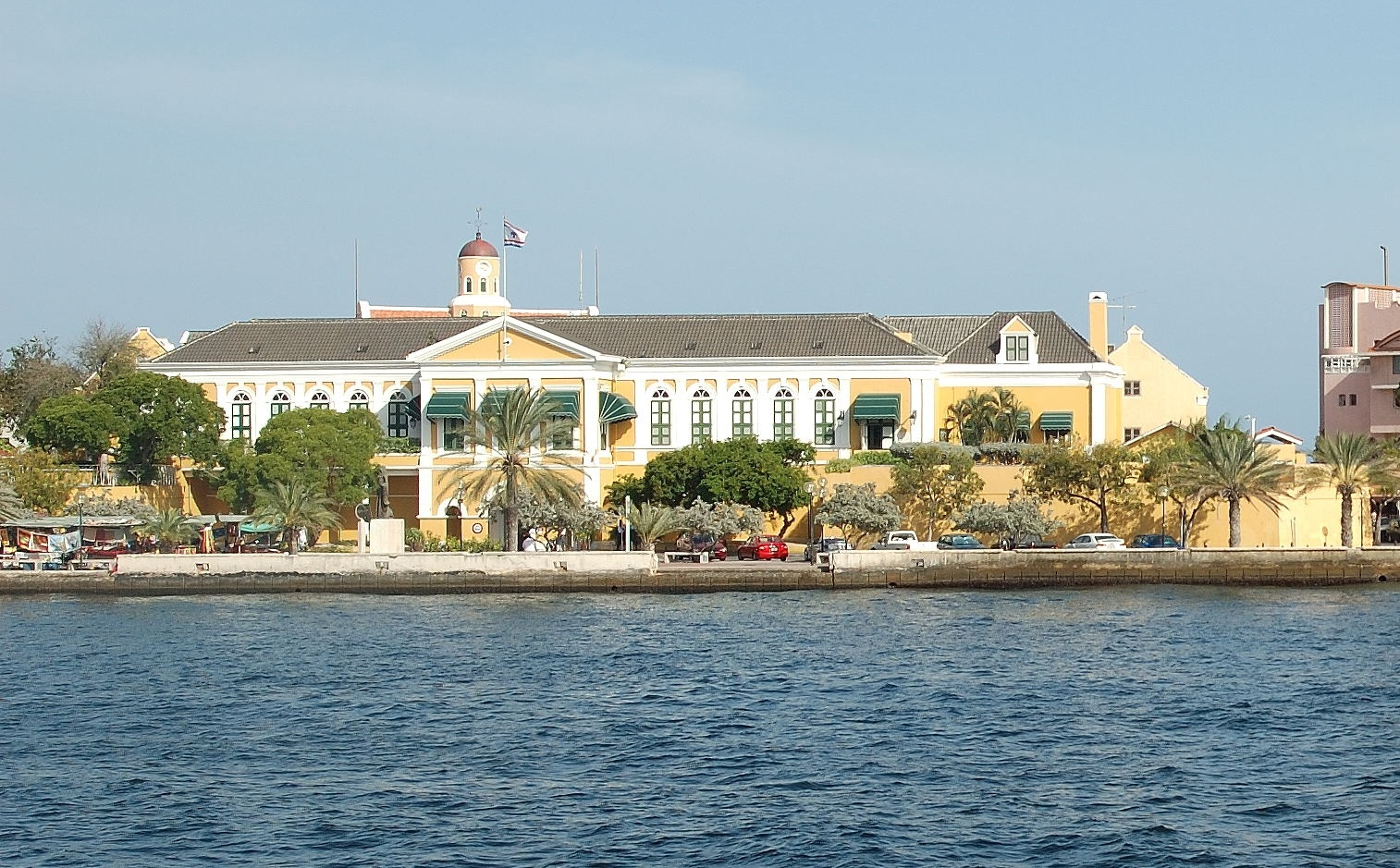
حصن أمستردام في ويلمستاد الذي سيطر على الثوار الفنزويليون عام 1929 م.

وخلال ما عُرف باسم أسبوع طلبة البلاد في 1928 م، نظم ميغيل جزءاً من سلسلة المظاهرات التي خرجت ضد حكم خوان فيسنتي غوميز. وقد انضم كذلك ليكون من ضمن خطة للانفلاب على الحكومة، وهو الشيء الذي تسبب في نفيه إلى كوراساو. في كاراساو، ومع كل من غوستافو ماكادو موراليس ورافاييل أوربينا لوبيز وفنزويليين آخرين، استطاعوا السيطرة على حصن أمستردام في ويلمستاد بتاريخ التاسع والعشرين من يونيو من ذات العام، في محاولة جديدة لخلع خوان فيسنتي غوميز. وقد دُعمت هذه الخطة بـ250 رجلاً، بالإضافة إلى شيوعيين بارزين انضموا إلى عملية خطف حاكم الولاية. وقد قام أولئك الثوار بنهب الأسلحة والذخائر والخزينة، كما نقلوا حاكم الولاية المختطف إلى فنزويلا على متن السفينة الأمريكية المختطفة ماراكيبو.  وعلى الرغم أن الثوار استطاعوا الإنزال على سانتا آنا دي كورو، إلا أن قوات غوميز تصدت للغارة مما أفشلها. تعرض أوترو سلفا للنفي مجدداً، ولكن هذه المرة إلى كولومبيا وقد كان برفقة كل من غوستافو ماكادو موراليس ورافاييل أوربينا لوبيز وثوار آخرين. خلال ذلك الوقت، أوترو سلفا بدأ بالعمل على روايته الأولى حُمّى (بالإسبانية Fiebre)، والتي نُشرت في 1939 م. ومع حلول 1930 م كان ميغيل قد انضم للجماعة الماركسية المعروفة باسم الأممية الشيوعية.

## الأعمال

### رواية
- Fiebre (حُمّى, 1939)
- Casas Muertas (البيوت الميتة, 1955)
- Oficina N° 1 (مكتب N° 1, 1961)
- La Muerte de Honorio (The موت هونيريو, 1963)
- Cuando quiero llorar no lloro (عندما أريد البكاء، لا أبكي, 1970)[2]
- لوب دي أقيري، أمير الحرية, 1979)
- الحجر الذي كان المسيح 1985)

### الشعر
- Agua y Cauce (الماء والخندق, 1937)
- 25 poemas (25 قصيدة, 1942)
- Elegía coral a Andrés Eloy Blanco (Coral Elegy to Andrés Eloy Blanco, 1958)
- La Mar que es el Morir (1965)
- Las Celestiales, 1965)
- Umbral (1966)

## التشريفات
- الجائزة الوطنية للآداب
- جائزة لينين للسلام
- عضو الأكاديمية الفنزويلية للغة

## وصلات خارجية
- ميغيل أوترو سلفا على موقع IMDb (الإنجليزية)
- ميغيل أوترو سلفا على موقع ديسكوغز (الإنجليزية)
- ميغيل أوترو سلفا على موقع قاعدة بيانات الفيلم (الإنجليزية)

- (بالإسبانية) سيرة ميغيل أوترو سلفا
- (بالإسبانية) Casas Muertas (البيوت الميتة) - الرواية الكاملة بلغتها الأصيلة وأعمال أخرى.